# Contre-la-montre masculin aux championnats du monde de cyclisme sur route 2021
Le contre-la-montre masculin aux championnats du monde de cyclisme sur route 2021 a lieu le 19 septembre 2021 sur 43,3 kilomètres  entre Knokke-Heist et Bruges, en Belgique.

## Parcours
Alors que les courses en ligne de ces mondiaux se déroulent principalement dans le sud de la Flandre, près de la frontière wallonne, les contre-la-montre se déroulent au nord. Ils commencent tous à Knokke-Heist, sur la côte de la mer du Nord à la frontière néerlandaise. Ils se dirigent ensuite à l'intérieur du pays et se terminent au centre de la ville historique de Bruges.
Le parcours ne sont pas trop techniques et sont en grande partie plats, mais sont potentiellement exposés au vent. Ils favorisent les spécialistes de l'épreuve.
Les élites hommes parcourent 43,3 kilomètres, avec 78 mètres de dénivelé positif,.

## Système de qualification
Chaque nation peut inscrire deux participants. Le tenant du titre Filippo Ganna, le champion olympique Primož Roglič, le champion d'Afrique Ryan Gibbons et le champion panaméricain Walter Vargas sont autorisés à prendre le départ de l'épreuve en plus du quota attribué à leur nation,.
| Équipes nationales (40)- Italie - Belgique - Suisse - Danemark - France - Slovénie - Pologne - Colombie - Portugal - États-Unis - Allemagne - Norvège - Canada - Tchéquie - Grande-Bretagne - Pays-Bas - Espagne - Fédération russe de cyclisme - Nouvelle-Zélande - Afrique du Sud - Éthiopie - Panama - Autriche - Irlande - Kazakhstan - Slovaquie - Ukraine - Hongrie - Thaïlande - Serbie - Bulgarie - Ouzbekistan - Islande - Qatar - Chypre - Ghana - Pakistan - Syrie - Algérie - Lituanie |
| |

## Favoris
Récent champion d'Europe du contre-la-montre sur un parcours d'une vingtaine de kilomètres, le Suisse Stefan Küng figure parmi les favoris. Il a notamment devancé le champion du monde 2020, l'Italien Filippo Ganna et le Belge Remco Evenepoel, deux coureurs attendus pour jouer la victoire. Si le champion olympique Primož Roglič et son dauphin Tom Dumoulin, également champion du monde 2017, sont absents, leur coéquipier de chez Jumbo-Visma, le Belge Wout van Aert (vice-champion du monde en 2020) est considéré comme l'un des favoris.
En l'absence du double champion du monde en 2018 et 2019, Rohan Dennis, les autres coureurs cités sont le Slovène Tadej Pogačar, le Français Rémi Cavagna, le Suisse Stefan Bissegger et le Danois Kasper Asgreen.

## Classement
| \| Classement général \| Classement général \| Classement général \| Classement général \| Classement général \| \| Coureur \| Coureur \| Pays \| Équipe \| Temps \| \| ------------------ \| ------------------ \| ------------------ \| ------------------ \| ------------------ \| \| 1er \| Filippo Ganna \| Italie \| Italie \| 47 min 47 s \| \| 2e \| Wout van Aert \| Belgique \| Belgique \| + 6 s \| \| 3e \| Remco Evenepoel \| Belgique \| Belgique \| + 44 s \| \| 4e \| Kasper Asgreen \| Danemark \| Danemark \| + 46 s \| \| 5e \| Stefan Küng \| Suisse \| Suisse \| + 1 min 07 s \| \| 6e \| Tony Martin \| Allemagne \| Allemagne \| + 1 min 18 s \| \| 7e \| Stefan Bissegger \| Suisse \| Suisse \| + 1 min 26 s \| \| 8e \| Ethan Hayter \| Royaume-Uni \| Grande-Bretagne \| + 1 min 27 s \| \| 9e \| Edoardo Affini \| Italie \| Italie \| + 1 min 49 s \| \| 10e \| Tadej Pogačar \| Slovénie \| Slovénie \| + 1 min 53 s \| \| 11e \| Max Walscheid \| Allemagne \| Allemagne \| + 1 min 54 s \| \| 12e \| Jos van Emden \| Pays-Bas \| Pays-Bas \| + 1 min 54 s \| \| 13e \| Nélson Oliveira \| Portugal \| Portugal \| + 1 min 55 s \| \| 14e \| Rémi Cavagna \| France \| France \| + 1 min 59 s \| \| 15e \| Jan Tratnik \| Slovénie \| Slovénie \| + 2 min 04 s \| \| 16e \| Daniel Bigham \| Royaume-Uni \| Grande-Bretagne \| + 2 min 11 s \| \| 17e \| Mikkel Bjerg \| Danemark \| Danemark \| + 2 min 16 s \| \| 18e \| Lawson Craddock \| États-Unis \| États-Unis \| + 2 min 37 s \| \| 19e \| Ryan Gibbons \| Afrique du Sud \| Afrique du Sud \| + 2 min 37 s \| \| 20e \| Hugo Houle \| Canada \| Canada \| + 3 min 03 s \| |                  |                |                 |              |
| |                  |                |                 |              |
| Source : ProCyclingStats |                  |                |                 |              |
| Classement général |                  |                |                 |              |
| Coureur | Coureur          | Pays           | Équipe          | Temps        |
| 1er | Filippo Ganna    | Italie         | Italie          | 47 min 47 s  |
| 2e | Wout van Aert    | Belgique       | Belgique        | + 6 s        |
| 3e | Remco Evenepoel  | Belgique       | Belgique        | + 44 s       |
| 4e | Kasper Asgreen   | Danemark       | Danemark        | + 46 s       |
| 5e | Stefan Küng      | Suisse         | Suisse          | + 1 min 07 s |
| 6e | Tony Martin      | Allemagne      | Allemagne       | + 1 min 18 s |
| 7e | Stefan Bissegger | Suisse         | Suisse          | + 1 min 26 s |
| 8e | Ethan Hayter     | Royaume-Uni    | Grande-Bretagne | + 1 min 27 s |
| 9e | Edoardo Affini   | Italie         | Italie          | + 1 min 49 s |
| 10e | Tadej Pogačar    | Slovénie       | Slovénie        | + 1 min 53 s |
| 11e | Max Walscheid    | Allemagne      | Allemagne       | + 1 min 54 s |
| 12e | Jos van Emden    | Pays-Bas       | Pays-Bas        | + 1 min 54 s |
| 13e | Nélson Oliveira  | Portugal       | Portugal        | + 1 min 55 s |
| 14e | Rémi Cavagna     | France         | France          | + 1 min 59 s |
| 15e | Jan Tratnik      | Slovénie       | Slovénie        | + 2 min 04 s |
| 16e | Daniel Bigham    | Royaume-Uni    | Grande-Bretagne | + 2 min 11 s |
| 17e | Mikkel Bjerg     | Danemark       | Danemark        | + 2 min 16 s |
| 18e | Lawson Craddock  | États-Unis     | États-Unis      | + 2 min 37 s |
| 19e | Ryan Gibbons     | Afrique du Sud | Afrique du Sud  | + 2 min 37 s |
| 20e | Hugo Houle       | Canada         | Canada          | + 3 min 03 s |

## Liste des participants
| Liste des participants | Liste des participants | Liste des participants       | Liste des participants | Liste des participants |
| Num                    | Coureur                | Équipe                       | Pos                    |                        |
| ---------------------- | ---------------------- | ---------------------------- | ---------------------- | ---------------------- |
| 1                      | Filippo Ganna          | Italie                       | 1er                    |                        |
| 2                      | Wout van Aert          | Belgique                     | 2e                     |                        |
| 3                      | Stefan Küng            | Suisse                       | 5e                     |                        |
| 4                      | Kasper Asgreen         | Danemark                     | 4e                     |                        |
| 5                      | Rémi Cavagna           | France                       | 14e                    |                        |
| 6                      | Tadej Pogačar          | Slovénie                     | 10e                    |                        |
| 7                      | Michał Kwiatkowski     | Pologne                      | 24e                    |                        |
| 8                      | Rigoberto Urán         | Colombie                     | 34e                    |                        |
| 9                      | Nélson Oliveira        | Portugal                     | 13e                    |                        |
| 10                     | Lawson Craddock        | États-Unis                   | 18e                    |                        |
| 11                     | Tony Martin            | Allemagne                    | 6e                     |                        |
| 12                     | Andreas Leknessund     | Norvège                      | 26e                    |                        |
| 13                     | Hugo Houle             | Canada                       | 20e                    |                        |
| 14                     | Josef Černý            | Tchéquie                     | 32e                    |                        |
| 15                     | Ethan Hayter           | Grande-Bretagne              | 8e                     |                        |
| 16                     | Jos van Emden          | Pays-Bas                     | 12e                    |                        |
| 17                     | Carlos Rodríguez       | Espagne                      | 25e                    |                        |
| 18                     | Petr Rikunov           | Fédération russe de cyclisme | 38e                    |                        |
| 19                     | Thomas Scully          | Nouvelle-Zélande             | 23e                    |                        |
| 20                     | Ryan Gibbons           | Afrique du Sud               | 19e                    |                        |
| 22                     | Tsgabu Grmay           | Éthiopie                     | NP                     |                        |
| 23                     | Franklin Archibold     | Panama                       | 44e                    |                        |
| 24                     | Felix Ritzinger        | Autriche                     | 37e                    |                        |
| 25                     | Ryan Mullen            | Irlande                      | 33e                    |                        |
| 26                     | Daniil Fominykh        | Kazakhstan                   | 36e                    |                        |
| 27                     | Ronald Kuba            | Slovaquie                    | 45e                    |                        |
| 28                     | Mykhailo Kononenko     | Ukraine                      | 40e                    |                        |
| 29                     | Barnabás Peák          | Hongrie                      | 29e                    |                        |
| 31                     | Sarawut Sirironnachai  | Thaïlande                    | 48e                    |                        |
| 32                     | Ognjen Ilić            | Serbie                       | 35e                    |                        |
| 33                     | Spas Gyurov            | Bulgarie                     | 49e                    |                        |
| 34                     | Muradjan Halmuratov    | Ouzbekistan                  | 43e                    |                        |
| 35                     | Rúnar Örn Ágústsson    | Islande                      | 46e                    |                        |
| 37                     | Fadhel Al Khater       | Qatar                        | 51e                    |                        |
| 38                     | Andréas Miltiádis      | Chypre                       | 28e                    |                        |
| 40                     | Christopher Symonds    | Ghana                        | 55e                    |                        |
| 41                     | Khalil Amjad           | Pakistan                     | 54e                    |                        |
| 42                     | Nazir Jaser            | Syrie                        | 47e                    |                        |
| 43                     | Edoardo Affini         | Italie                       | 9e                     |                        |
| 44                     | Remco Evenepoel        | Belgique                     | 3e                     |                        |
| 45                     | Stefan Bissegger       | Suisse                       | 7e                     |                        |
| 46                     | Mikkel Bjerg           | Danemark                     | 17e                    |                        |
| 47                     | Benjamin Thomas        | France                       | 27e                    |                        |
| 48                     | Jan Tratnik            | Danemark                     | 15e                    |                        |
| 49                     | Rafael Reis            | Portugal                     | 30e                    |                        |
| 50                     | Brandon McNulty        | États-Unis                   | 22e                    |                        |
| 51                     | Max Walscheid          | Allemagne                    | 11e                    |                        |
| 53                     | Daniel Bigham          | Grande-Bretagne              | 16e                    |                        |
| 54                     | Stefan de Bod          | Afrique du Sud               | NP                     |                        |
| 55                     | Lotfi Tchambaz         | Algérie                      | 53e                    |                        |
| 56                     | Hailemelekot Hailu     | Éthiopie                     | NP                     |                        |
| 57                     | Marcus Christie        | Irlande                      | 39e                    |                        |
| 58                     | Dmitriy Gruzdev        | Kazakhstan                   | 31e                    |                        |
| 59                     | Venantas Lašinis       | Lituanie                     | 42e                    |                        |
| 60                     | Akramjon Sunnatov      | Ouzbekistan                  | 50e                    |                        |
| 63                     | Ali Jawaid             | Pakistan                     | 52e                    |                        |
| 64                     | Matteo Sobrero         | Italie                       | 21e                    |                        |
| 66                     | Christofer Jurado      | Panama                       | 41e                    |                        |